# Mitsubishi Type 73
La Mitsubishi Type 73 Light Truck (73式小型トラック, Nanasan shiki kogata torakku) è una famiglia di mezzi militari leggeri 4x4, dalla portata di 0,5 tonnellate, che ha avuto ampia diffusione nelle Jieitai, cioè le forze di autodifesa giapponesi. L'ultima versione è stata equipaggiata con un 4 cilindri Mitsubishi turbo-diesel da 125 CV.

## Storia
In produzione dal 1973, la prima serie si basa sulla Jeep CJ-3B che la Mitsubishi Motors costruiva su licenza Willys. Il modello fu esportato anche fuori dal Giappone, in quanto dichiarato surplus militare, e inviato nelle Filippine, la Thailandia, il Vietnam del Sud, e successivamente, per usi civili in Nuova Zelanda.

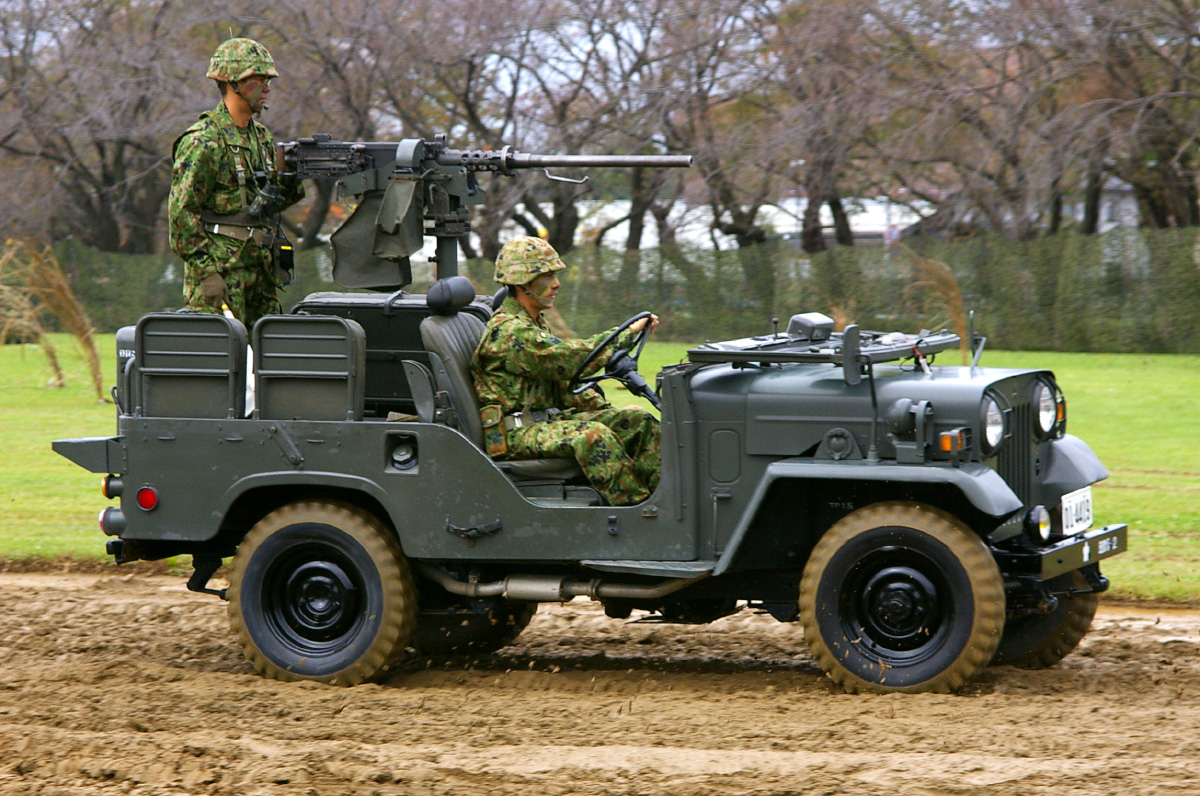
La Mitsubishi Type 73 della prima versione basata sulla jeep Willys.

Nel 1996 nasce la seconda serie della Type 73, questa volta basata sul telaio della Mitsubishi Pajero. La Type 73 è stata utilizzata anche come vettore di cannoni M40 da 106mm, missili controcarro Type 64 MAT e Type 79 Jyu-MAT.

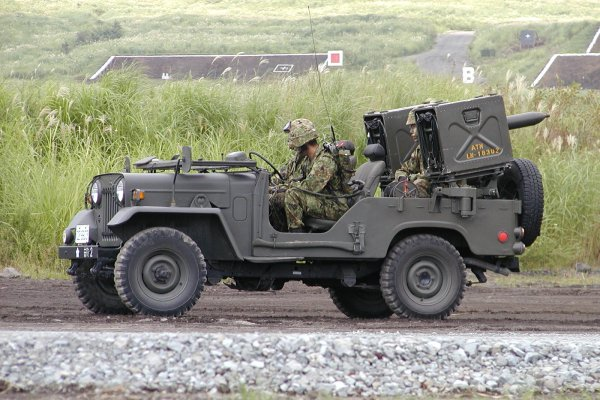
Il primo modello della jeep Mitsubishi Type 73 armata con i missili Type 64 MAT.

## Produzione
La prima versione basata sulla Jeep è stata fabbricata dal 1973 al 1997. Una stima approssimativa valuta che siano stati costruiti più di 200.000 veicoli di questo modello. 
Invece la versione basata sulla Mitsubishi Pajero è stata fabbricata a partire dal 1996, ed è tuttora in produzione. Questo modello impiega un più prestante motore turbo-diesel da 125 CV realizzato da Mitsubishi, che consente una velocità massima di 135 km/h.

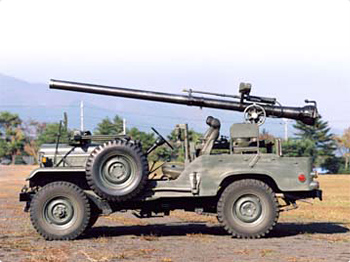
La Mitsubishi Type 73 armata con un cannone M40.

Le Type 73 basate sulle Jeep Willys sono state anche designate con le sigle J23A, J24A e J25A, mentre le Pajero sono indicate con le sigle V16B e V17B.

## Curiosità
La Type 73 fu usata dal Giappone anche nelle fasi successive della guerra in Iraq, durante la missione a Samawah dal febbraio 2004 al luglio 2006. Per l'occasione i soli modelli dispiegati sul terreno furono equipaggiati con placche aggiuntive antiproiettile per proteggere gli occupanti dai continui attacchi della guerriglia. I mezzi giapponesi ne erano infatti sprovvisti in considerazione dell'articolo 9 della Costituzione giapponese, che non prevedeva la partecipazione di militari giapponesi a nessuna operazione di guerra.

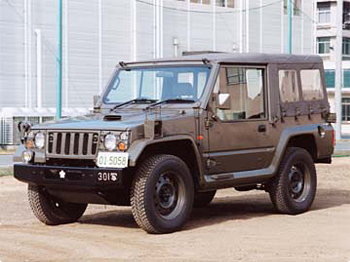
La seconda versione della Mitsubishi Type 73 basata sulla Pajero.

Per quanto riguarda i nomi del veicolo, la prima versione è anche chiamata Type 73 Kyū (antica) e la seconda Type 73 Shin (nuova). Generalmente però sono anche usati i nomi comuni dei veicoli, ossia Jeep e Pajero, mentre nelle documentazioni ufficiali è adottata la denominazione 1/2 Ton Truck.

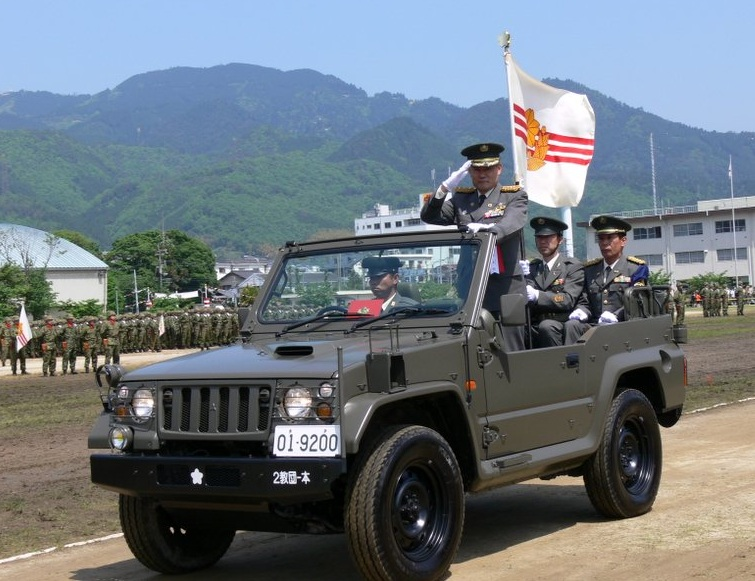
Un'altra immagine della Type 73 Shin.